# Nankai
Nankai är ett stadsdistrikt i storstadsområdet Tianjin i norra Kina.
Det är indelat i tolv stadsdelsdistrikt (jiedao):
- Changhong (长虹街道)
- Guangkai (广开街道)
- Gulou (鼓楼街道)
- Huayuan (华苑街道)
- Jialingdao (嘉陵道街道)
- Shuishanggongyuan (水上公园街道)
- Tiyu Zhongxin (体育中心街道)
- Wangdingdi (王顶堤街道)
- Wanxing (万兴街道)
- Xiangyanglu (向阳路街道)
- Xingnan (兴南街道)
- Xuefu (学府街道)